# Diontae Johnson
Diontae Lamarcus Johnson (* 5. Juli 1996 in Ruskin, Florida) ist ein US-amerikanischer American-Football-Spieler. Er spielt auf der Position des Wide Receivers für die Cleveland Browns in der National Football League (NFL).

## Karriere

### College
Diontae Johnson spielte von 2015 bis 2018 College Football an der University of Toledo für die Toledo Rockets. Als Freshman konnte er in elf Spielen mitwirken, in denen er 14 Pässe für 278 Yards und drei Touchdowns fing. Im folgenden Jahr setzte er aufgrund einer Verletzung als Redshirt aus. 2017 konnte er 74 Pässe für 13 Touchdowns und 1.278 Yards fangen, was einen Schulrekord darstellte. Die Touchdowns waren die viertmeisten des Landes. Sowohl Touchdowns als auch Yards waren die zweitmeisten der Mid-American Conference (MAC), die Anzahl der gefangenen Pässe die drittmeisten. Er wurde zum ersten Toledo-Spieler seit Eric Page (2011), der auf drei Positionen (Wide Receiver, Kick und Punt Returner) zum All-MAC gewählt wurde.
2018 fing er 43 Pässe für sieben Touchdowns und 663 Yards, womit er die Rockets anführte. Erneut wurde er auf drei Positionen zum All-MAC gewählt und wurde zusätzlich zum MAC Special Teams Player of the Year (MAC Special Teams Spieler des Jahres) gewählt. Nach der Saison gab er bekannt, sein letztes Jahr der Spielberechtigung aufzugeben und stattdessen sich für den NFL Draft anzumelden.

### NFL
Im NFL Draft 2019 wurde Johnson als 66. Spieler in der dritten Runde von den Pittsburgh Steelers ausgewählt. Am 8. Mai 2019 unterschrieb er seinen Rookievertrag über vier Jahre. Nachdem er in den ersten beiden Spielen bereits signifikante Spielzeit hatte, wurde er für den dritten Spieltag zum Starter ernannt. Mit 59 gefangenen Pässen für 680 Yards und fünf Touchdowns konnte er jeweils das Team anführen. Als Punt Returner wurde er ins Second-team All-Pro gewählt.
2020 konnte Johnson seine Produktivität auf 88 gefangene Pässe für 923 Yards und sieben Touchdowns steigern. Er fiel jedoch durch Probleme in der Fangsicherheit auf. Mit 14 fallengelassenen Bällen (Drops) führte er die Liga an.
In der Saison 2021 konnte er mit 107 gefangenen Pässen für 1.161 Yards und acht Touchdowns erstmals die 1.000-Yard-Marke durchbrechen. Er führt mit seiner Leistung das ganze Team an und wurde als Ersatz für Ja’Marr Chase in den Pro Bowl gewählt. Zu Beginn der Saison hatte sich auch seine Fangsicherheit verbessert. Sein erster Drop kam erst am 13. Spieltag. Zu Saisonschluss nahmen sie jedoch wieder zu und Johnson hatte am Ende fünf Drops, sowie zwei weitere in der Wildcard-Playoff-Niederlage der Steelers.
Im August 2022 einigte sich Johnson mit den Steelers auf eine zweijährige Vertragsverlängerung mit einem Vertragswert von 36,71 Millionen US-Dollar, wovon 27 Millionen garantiert sind. In der Saison 2022 fing er 86 der 147 auf ihn geworfenen Pässe für 882 Yards. Er brach damit den Rekord für die meisten gefangenen Pässe und Anspielversuche (Targets) ohne Touchdown in einer Saison. Johnson erlief zudem 25 Yards bei sieben Laufversuchen, fing zwei Two-Point Conversions und fumblete einmal.
In der Saison 2023 wurde er von George Pickens als Hauptanspielstation der Steelers abgelöst und kam verletzungsbedingt in vier Spielen nicht zum Einsatz. Er konnte 51 Pässe für fünf Touchdowns und 717 Yards fangen. Zu Beginn der Saison 2024 wurde Johnson zusammen mit einem Siebtrundenpick gegen Donte Jackson und einen Sechstrundenpick zu den Carolina Panthers getauscht. Für die Panthers fing er 30 Pässe für 357 Yards und drei Touchdowns. Nach dem achten Spieltag tauschten die Panthers Johnson und einen Sechstrundenpick zu den Baltimore Ravens für einen Fünftrundenpick. Bei den Ravens fand er weniger Erfolg. In den ersten fünf Spielen fing er nur einen Pass für sechs Yards. Nachdem er sich weigerte, im Spiel gegen die Philadelphia Eagles aufzulaufen, suspendierten ihn die Ravens für den 14. Spieltag. Zwei Wochen später wurde er gewaived und seine Dienste daraufhin von den Houston Texans beansprucht. Diese entließen ihn am 14. Januar 2025, wonach die Ravens seinen Vertrag erneut beanspruchten. Er war jedoch für die restlichen Playoffs nicht mehr spielberechtigt.
Am 5. Mai 2025 gaben die Cleveland Browns seine Verpflichtung bekannt.

## Stil
Johnson wird sowohl eine gute vertikale wie auch seitliche Geschwindigkeit bescheinigt, wodurch er auch Raumgewinn nach dem Passfang erzielen kann. Auch seine Fähigkeiten als Returner werden gelobt. Auch sein Antritt und sein Route Running werden als überdurchschnittlich beschrieben. Als Schwächen werden seine fehlende Stärke und häufigere Fokus-Drops genannt.